# Kino Zew w Wołowie

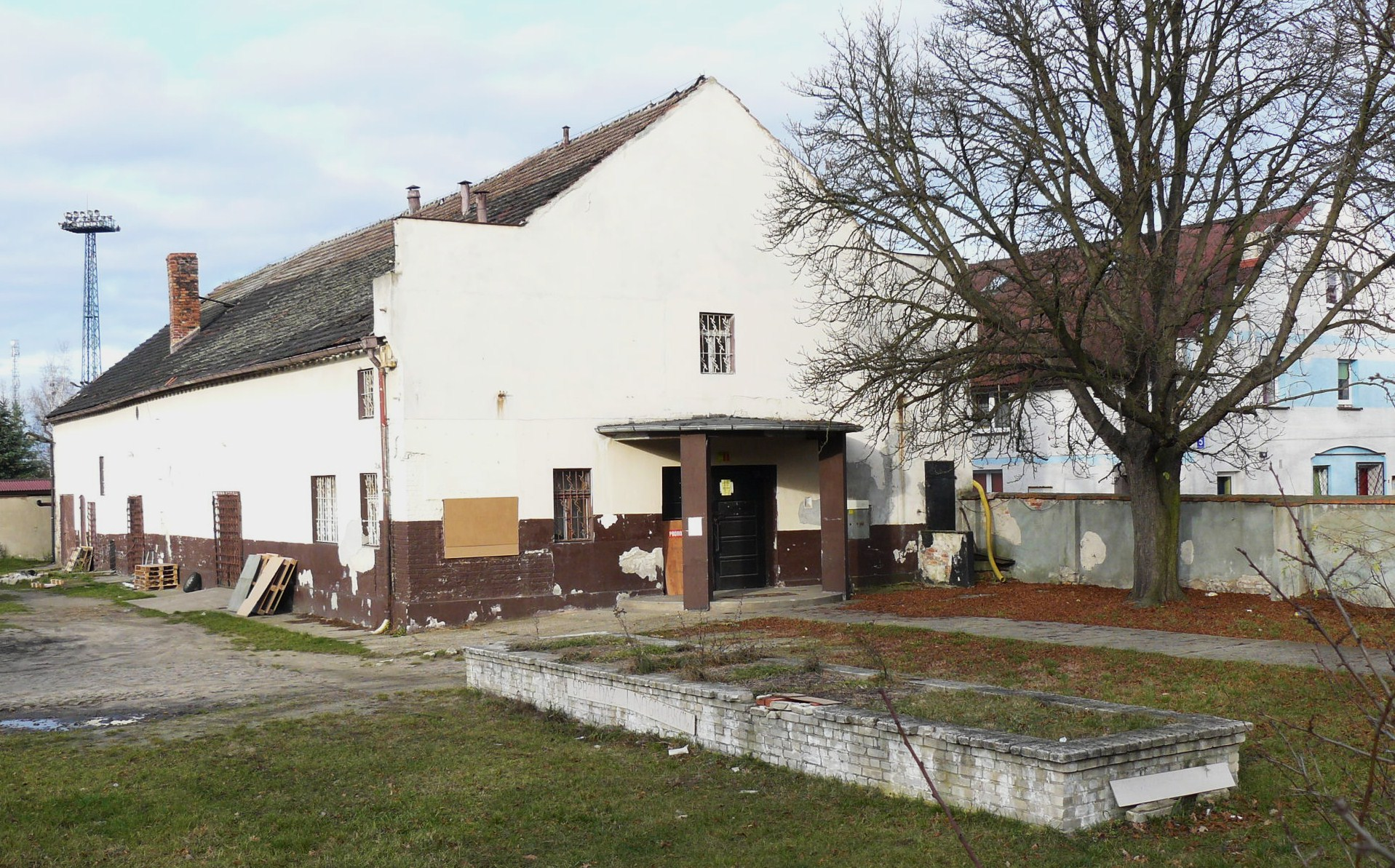
Kino Zew (Capitol) w Wołowie (2009 – po zamknięciu)

Kino Zew w Wołowie – nieczynne kino w Wołowie (województwo dolnośląskie), położone przy ul. Komuny Paryskiej 3 (w pobliżu dworca kolejowego). Zbudowane zostało około 1935 – funkcjonowało wtedy pod nazwą Capitol (nazwa ta utrzymała się także po II wojnie). Po wojnie uruchomione w 1946. Zostało zamknięte około 1995. Po zamknięciu funkcjonowała tam dyskoteka, po której zaczął działalność sklep monopolowy, a następnie z panelami podłogowymi. Obecnie budynek jest mocno zdewastowany i nieużywany.

## Architektura
Obiekt wybudowany w duchu skromnego modernizmu, z zaakcentowaną strefą wejściową. Dach dwuspadowy. Przed wejściem mała architektura (klomb) z okresu powojennego.